# Bundestagswahlkreis Coburg
Der Wahlkreis Coburg (Wahlkreis 237; bis zur Bundestagswahl 2021 Wahlkreis 238) ist seit 1949 ein Bundestagswahlkreis in Bayern. Er umfasst die kreisfreie Stadt Coburg, die Landkreise Coburg und Kronach sowie die Gemeinde Geroldsgrün aus dem Landkreis Hof.

## Wahlergebnisse

### Bundestagswahl 2025
Zur Bundestagswahl 2025 am 23. Februar wurden 9 Direktkandidaten und 17 Landeslisten zugelassen.
| Kandidaten                               | Kandidaten                  | Parteien/Listen     | Erststimmen | Erststimmen | Zweitstimmen | Zweitstimmen |
| Kandidaten                               | Kandidaten                  | Parteien/Listen     | Stimmen     | %           | Stimmen      | %            |
| ---------------------------------------- | --------------------------- | ------------------- | ----------- | ----------- | ------------ | ------------ |
|                                          | Jonas Geisslergewählt im WK | CSU                 | 53.726      | 41,9        | 47.709       | 37,2         |
|                                          | Jonas Eckstein              | SPD                 | 18.425      | 14,4        | 18.401       | 14,3         |
|                                          | Johannes Wagner             | GRÜNE               | 10.942      | 8,5         | 9.603        | 7,5          |
|                                          | Oliver Ramm                 | FDP                 | 2.489       | 1,9         | 4.135        | 3,2          |
|                                          | Michael Gebhardt            | AfD                 | 26.821      | 20,9        | 28.512       | 22,2         |
|                                          | Nikolai Hiesl               | FREIE WÄHLER        | 6.943       | 5,4         | 5.071        | 4,0          |
|                                          | Gustav Müller               | Die Linke           | 5.018       | 3,9         | 6.965        | 5,4          |
|                                          | –                           | dieBasis            | –           | –           | 387          | 0,3          |
|                                          | –                           | Tierschutzpartei    | –           | –           | 1.181        | 0,9          |
|                                          | –                           | Die PARTEI          | –           | –           | 496          | 0,4          |
|                                          | Carmen Greiff               | ÖDP                 | 973         | 0,8         | 450          | 0,4          |
|                                          | –                           | BP                  | –           | –           | 120          | 0,1          |
|                                          | –                           | Volt                | –           | –           | 705          | 0,5          |
|                                          | –                           | PdH                 | –           | –           | 103          | 0,1          |
|                                          | –                           | MLPD                | –           | –           | 33           | 0,0          |
|                                          | –                           | BÜNDNIS DEUTSCHLAND | –           | –           | 122          | 0,1          |
|                                          | René Hähnlein               | BSW                 | 2.838       | 2,2         | 4.314        | 3,4          |
| Gesamt                                   | Gesamt                      | Gesamt              | 128.175     | 100         | 128.307      | 100          |
|                                          |                             |                     |             |             |              |              |
| Ungültige Stimmen                        | Ungültige Stimmen           | Ungültige Stimmen   | 627         | 0,5         | 495          | 0,4          |
| Wähler                                   | Wähler                      | Wähler              | 128.802     | 84,0        | 128.802      | 84,0         |
| Wahlberechtigte                          | Wahlberechtigte             | Wahlberechtigte     | 153.392     |             | 153.392      |              |
|                                          |                             |                     |             |             |              |              |
| Quellen: Die Bundeswahlleiterin, Stimmen |                             |                     |             |             |              |              |

Kursive Direktkandidaten kandidieren nicht für die Landesliste, kursive Parteien treten ohne Landesliste an.

### Bundestagswahl 2021
Zur Bundestagswahl 2021 am 26. September wurden 12 Direktkandidaten und 26 Landeslisten zugelassen.
| Kandidaten                               | Kandidaten                  | Parteien/Listen      | Erststimmen | Erststimmen | Zweitstimmen | Zweitstimmen |
| Kandidaten                               | Kandidaten                  | Parteien/Listen      | Stimmen     | %           | Stimmen      | %            |
| ---------------------------------------- | --------------------------- | -------------------- | ----------- | ----------- | ------------ | ------------ |
|                                          | Jonas Geisslergewählt im WK | CSU                  | 44.890      | 36,5        | 39.343       | 31,9         |
|                                          | Ramona Brehm                | SPD                  | 32.056      | 26,1        | 31.087       | 25,2         |
|                                          | Sebastian Johannes Görtler  | AfD                  | 11.878      | 9,7         | 12.836       | 10,4         |
|                                          | Jens-Uwe Peter              | FDP                  | 6.369       | 5,2         | 10.683       | 8,7          |
|                                          | Johannes Wagner             | GRÜNE                | 10.581      | 8,6         | 11.459       | 9,3          |
|                                          | Ulf Wunderlich              | DIE LINKE            | 2.337       | 1,9         | 3.118        | 2,5          |
|                                          | Rainer Möbus                | FREIE WÄHLER         | 9.235       | 7,5         | 7.524        | 6,1          |
|                                          | Tristan Peter Wolf          | ÖDP                  | 1.418       | 1,2         | 673          | 0,5          |
|                                          | -                           | Tierschutzpartei     | –           | –           | 1.509        | 1,2          |
|                                          | Andre Mike Wächter          | BP                   | 222         | 0,2         | 188          | 0,2          |
|                                          | Tim Harald Ströhlein        | Die PARTEI           | 1.872       | 1,5         | 1.144        | 0,9          |
|                                          | -                           | PIRATEN              | –           | –           | 343          | 0,3          |
|                                          | –                           | NPD                  | –           | –           | 139          | 0,1          |
|                                          | –                           | V-Partei³            | –           | –           | 80           | 0,1          |
|                                          | –                           | Gesundheitsforschung | –           | –           | 167          | 0,1          |
|                                          | Stefan Klaus Engel          | MLPD                 | 83          | 0,1         | 43           | 0,0          |
|                                          | –                           | DKP                  | –           | –           | 7            | 0,0          |
|                                          | Nicole Fredriksen           | dieBasis             | 2.002       | 1,6         | 1.869        | 1,5          |
|                                          | –                           | Bündnis C            | –           | –           | 109          | 0,1          |
|                                          | –                           | III. Weg             | –           | –           | 65           | 0,1          |
|                                          | -                           | du.                  | –           | –           | 52           | 0,0          |
|                                          | -                           | LKR                  | –           | –           | 20           | 0,0          |
|                                          | -                           | Die Humanisten       | –           | –           | 122          | 0,1          |
|                                          | –                           | Team Todenhöfer      | –           | –           | 256          | 0,2          |
|                                          | -                           | UNABHÄNGIGE          | –           | –           | 162          | 0,1          |
|                                          | –                           | Volt                 | –           | –           | 162          | 0,1          |
| Gesamt                                   | Gesamt                      | Gesamt               | 122.943     | 100         | 123.160      | 100          |
|                                          |                             |                      |             |             |              |              |
| Ungültige Stimmen                        | Ungültige Stimmen           | Ungültige Stimmen    | 921         | 0,7         | 704          | 0,6          |
| Wähler                                   | Wähler                      | Wähler               | 123.864     | 79,1        | 123.864      | 79,1         |
| Wahlberechtigte                          | Wahlberechtigte             | Wahlberechtigte      | 156.571     |             | 156.571      |              |
|                                          |                             |                      |             |             |              |              |
| Quellen: Die Bundeswahlleiterin, Stimmen |                             |                      |             |             |              |              |

Kursive Direktkandidaten kandidierten nicht für die Landesliste, kursive Parteien waren nicht Teil der Landesliste.

### Bundestagswahl 2017
Zur Bundestagswahl 2017 am 24. September wurden 9 Direktkandidaten und 21 Landeslisten zugelassen.
| Direktkandidat      | Partei               | Erststimmen in % | Zweitstimmen in % |
| ------------------- | -------------------- | ---------------- | ----------------- |
| Hans Michelbach     | CSU                  | 45,3             | 39,6              |
| Doris Aschenbrenner | SPD                  | 26,4             | 22,6              |
| Michael Eckstein    | GRÜNE                | 05,9             | 06,7              |
| Alexander Arnold    | FDP                  | 04,8             | 08,2              |
| Martin Böhm         | AfD                  | 10,5             | 11,6              |
| René Hähnlein       | LINKE                | 05,2             | 05,6              |
| –                   | FREIE WÄHLER         | 0—               | 02,0              |
| –                   | PIRATEN              | 0—               | 00,3              |
| Christoph Raabs     | ÖDP                  | 01,4             | 00,5              |
| –                   | BP                   | 0—               | 00,2              |
| Johannes Hühnlein   | NPD                  | 00,5             | 00,5              |
| –                   | Tierschutzpartei     | 0—               | 00,9              |
| Stefan Engel        | MLPD                 | 00,1             | 00,1              |
| –                   | Büso                 | 0—               | 00,0              |
| –                   | BGE                  | 0—               | 00,1              |
| –                   | DiB                  | 0—               | 00,1              |
| –                   | DKP                  | 0—               | 00,0              |
| –                   | DM                   | 0—               | 00,1              |
| –                   | Die PARTEI           | 0—               | 00,7              |
| –                   | Gesundheitsforschung | 0—               | 00,1              |
| –                   | V-Partei³            | 0—               | 00,1              |

### Bundestagswahl 2013
| Direktkandidat      | Partei       | Erststimmen in % | Zweitstimmen in % |
| ------------------- | ------------ | ---------------- | ----------------- |
| Hans Michelbach     | CSU          | 50,1             | 46,7              |
| Norbert Tessmer     | SPD          | 32,4             | 27,8              |
| Ulrich Herbert      | FDP          | 01,7             | 04,0              |
| Manuel Dethloff     | GRÜNE        | 03,9             | 05,7              |
| René Hähnlein       | Die Linke    | 03,3             | 04,0              |
| Johannes Reichhardt | PIRATEN      | 01,6             | 01,6              |
| Gerhard Reuter      | NPD          | 01,6             | 01,5              |
| Stefan Zubcic       | AfD          | 02,8             | 04,3              |
| Uwe Zipfel          | Freie Wähler | 02,6             | 02,2              |
|                     | Sonstige     | 0–               | 02,1              |

### Bundestagswahl 2009
| Direktkandidat         | Partei               | Erststimmen in % | Zweitstimmen in % | Bundestagswahl 2005 Zweitstimmen in % |
| ---------------------- | -------------------- | ---------------- | ----------------- | ------------------------------------- |
| Hans Michelbach        | CSU                  | 48,4             | 43,0              | 45,5                                  |
| Carl-Christian Dressel | SPD                  | 25,3             | 23,5              | 33,0                                  |
| Wolfgang Weiß          | GRÜNE                | 08,2             | 07,6              | 05,1                                  |
| Ulrich Herbert         | FDP                  | 07,7             | 11,7              | 08,2                                  |
| —                      | REP                  | 0—               | 00,5              | 00,6                                  |
| Uwe Hiksch             | LINKE                | 06,6             | 07,1              | 03,7                                  |
| Günter Kursawe         | NPD                  | 02,4             | 02,1              | 02,3                                  |
| —                      | PBC                  | 0—               | 00,2              | 00,2                                  |
| —                      | BP                   | 0—               | 00,2              | 00,2                                  |
| Tanja Pfisterer        | ödp                  | 01,1             | 00,6              | 0—                                    |
| —                      | PIRATEN              | 0—               | 01,8              | 0—                                    |
| —                      | BüSo                 | 0—               | 00,0              | 00,0                                  |
| —                      | FAMILIE              | 0—               | 00,6              | 00,6                                  |
| —                      | MLPD                 | 0—               | 00,0              | 00,1                                  |
| —                      | Die Tierschutzpartei | 0—               | 00,5              | 0—                                    |
| —                      | CM                   | 0—               | 00,1              | 00,0                                  |

## Frühere Wahlkreissieger
| Wahl | Name                   | Partei | Erststimmen |
| ---- | ---------------------- | ------ | ----------- |
| 2021 | Jonas Geissler         | CSU    | 36,5 %      |
| 2017 | Hans Michelbach        | CSU    | 45,3 %      |
| 2013 | Hans Michelbach        | CSU    | 50,1 %      |
| 2009 | Hans Michelbach        | CSU    | 48,4 %      |
| 2005 | Hans Michelbach        | CSU    | 52,0 %      |
| 2002 | Hans Michelbach        | CSU    | 48,2 %      |
| 1998 | Uwe Hiksch             | SPD    | 47,8 %      |
| 1994 | Otto Regenspurger      | CSU    | 49,4 %      |
| 1990 | Otto Regenspurger      | CSU    | 54,3 %      |
| 1987 | Otto Regenspurger      | CSU    | 47,2 %      |
| 1983 | Otto Regenspurger      | CSU    | 55,9 %      |
| 1980 | Otto Regenspurger      | CSU    | 49,1 %      |
| 1976 | Otto Regenspurger      | CSU    | 49,0 %      |
| 1972 | Karl Hofmann           | SPD    | 53,3 %      |
| 1969 | Karl Hofmann           | SPD    | 49,0 %      |
| 1965 | Karl Hofmann           | SPD    | 46,4 %      |
| 1961 | Friedrich Knorr        | CSU    | 41,4 %      |
| 1957 | Friedrich Knorr        | CSU    | 45,5 %      |
| 1953 | Wolfgang Stammberger1) | FDP    | 52,8 %      |
| 1949 | Ernst Zühlke           | SPD    | 35,7 %      |

1)1953 war Stammberger der gemeinsame Kandidat eines Wahlbündnisses von CSU und FDP. Die CSU nominierte keinen eigenen Kandidaten und rief zur Wahl von Stammberger auf.

## Wahlkreisgeschichte
| Wahl      | Wahlkreisname | Gebiet                                                                                        |
| --------- | ------------- | --------------------------------------------------------------------------------------------- |
| 1949      | 026 Coburg    | Stadt Coburg, alter Landkreis Coburg, Stadt Neustadt bei Coburg, Landkreis Kronach            |
| 1953–1961 | 221 Coburg    | Stadt Coburg, alter Landkreis Coburg, Stadt Neustadt bei Coburg, Landkreis Kronach            |
| 1965–1972 | 224 Coburg    | Stadt Coburg, alter Landkreis Coburg, Stadt Neustadt bei Coburg, Landkreis Kronach            |
| 1976–1998 | 224 Coburg    | Stadt Coburg, Landkreis Coburg, Landkreis Kronach                                             |
| 2002–2005 | 239 Coburg    | Stadt Coburg, Landkreis Coburg, Landkreis Kronach                                             |
| 2009–2013 | 238 Coburg    | Stadt Coburg, Landkreis Coburg, Landkreis Kronach                                             |
| 2017–2021 | 238 Coburg    | Stadt Coburg, Landkreis Coburg, Landkreis Kronach, vom Landkreis Hof die Gemeinde Geroldsgrün |
| 2025–     | 237 Coburg    | Stadt Coburg, Landkreis Coburg, Landkreis Kronach, vom Landkreis Hof die Gemeinde Geroldsgrün |